# John Bettis

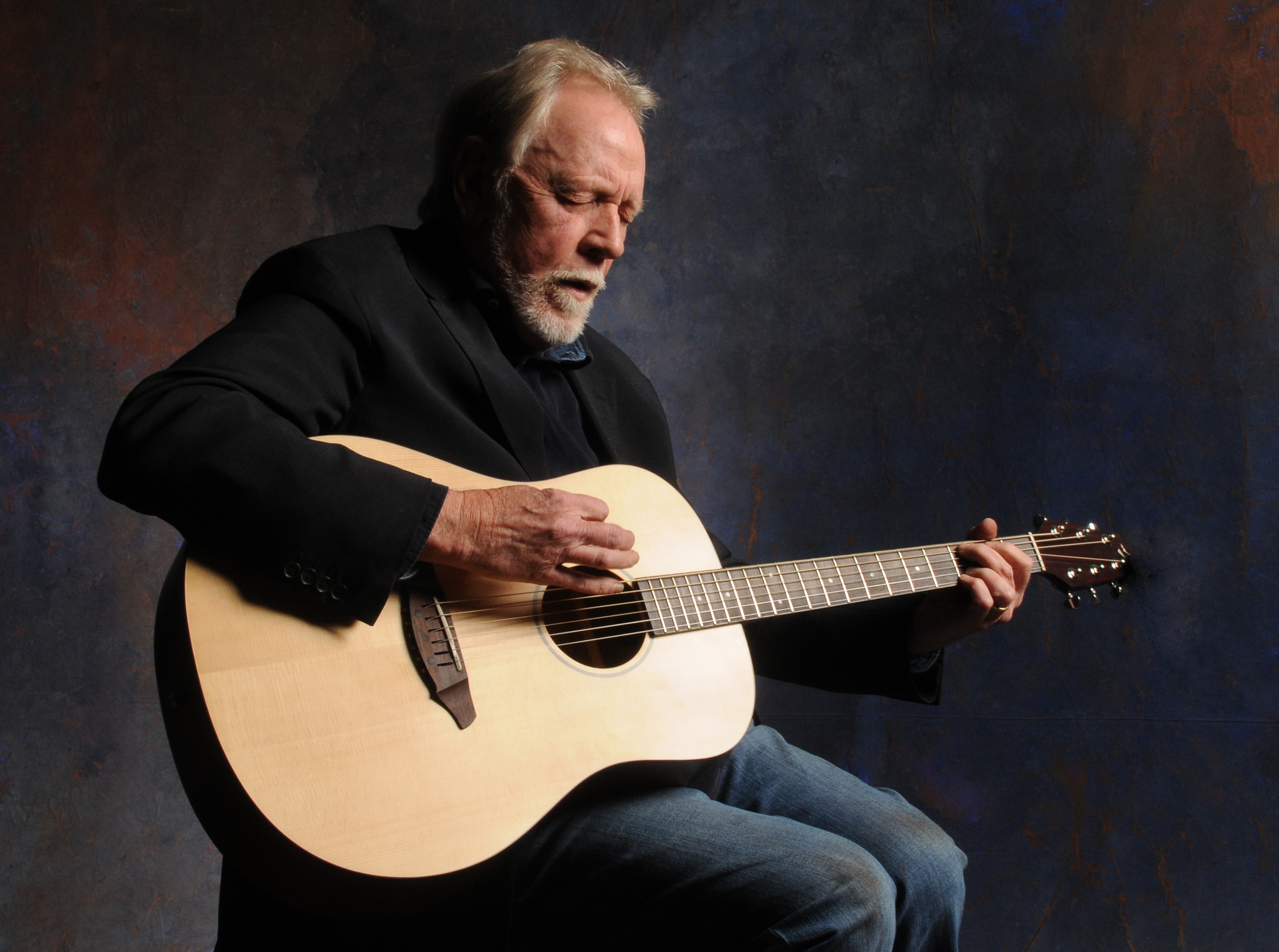
John Bettis (2013)

John Bettis (* 24. Oktober 1946 in Long Beach, Kalifornien, USA) ist ein US-amerikanischer Musiker, Komponist und Songschreiber.

## Leben
John Bettis wuchs in Kalifornien auf. Bereits seit früher Jugend beschäftigte er sich mit Musik. Im Alter von acht Jahren begann er mit dem Trompetenspiel und ließ sich darin ausbilden.
1966 schrieb er seinen ersten Song, den die schwedische Gruppe The Hep Stars aufnahm. In dieser Gruppe spielte unter anderem auch Benny Andersson, der später ein Mitglied der Band Abba wurde.
Ein Jahr später wurde John Bettis Mitbegründer des Gesangsduos The Carpenters, das anfangs unter dem Namen Spectrum auftrat. Es entstanden so erfolgreiche Titel wie Yesterday once more und Top Of The World, die Bettis gemeinsam mit Richard Carpenter schrieb.
Für Whitney Houston schrieb er zusammen mit Albert Hammond den Welthit One Moment in Time.
Weitere Künstler, mit denen er zusammengearbeitet hat, waren unter anderem Celine Dion, Madonna, Diana Ross, Michael Jackson und Barry Manilow.
John lebt mit seiner Frau Mary und den beiden Kindern Wyatt und Conway in ihrem Haus in Santa Monica, Kalifornien und auf ihrer Farm in Tennessee.